# 何㮚
何（1089年—1127年），㮚為“栗”的古體，故俗写何栗，字文缜，仙井（今四川仁寿）人，是北宋末年的官員。亦是唐中安史之亂名將、寧國伯何昌期十七世孫，後晉御史參軍贈清海節度使何昶九世孫，宋初端溪令何伯達玄孫，宋欽州錄事何西傑孫，何明允次子。
元祐四年（1089年）出生，政和五年（1115年）乙未科状元，與秦檜同榜。授秘书省校书郎，次年提举京畿学事，歷官起居舍人、中书舍人兼侍讲、外放四川遂宁知府、御史中丞等職，弹劾王黼，连奏七章，以徽猷阁待制知山东泰州。後以资政殿大学士领开封府尹。
靖康元年（1126年）八月，金兵東、西兩路軍大舉南下，圍攻大梁。有退役老兵郭京偽稱精通釋、道二教之法術，能施道教「六丁六甲法」、釋教密宗「毘沙門天王法」，用七千七百七十七人布陣，可生擒金國二帥，孫傅與何對此深信不疑，何屢催郭京出戰，但郭京再三延期。靖康元年閏十一月丙辰日（1127年1月9日），大風雪，郭京命令軍隊出擊，不久軍隊敗走，不少墮死於護城河裡。郭京向張叔夜說：“須自下作法。”京師淪陷。宋欽宗派遣何到金營請和，宗翰、宗望二帥不允。建炎元年（1127年），與徽、钦二帝及后妃、皇子、皇女、宗室等人最終在靖康之变中被掳北上，他為此绝食而死。臨終有「念念通前劫，依依返舊魂。人生會有死，遺憾滿乾坤」之句，秦檜於榻前相伴。高宗贈之大學士，妻趙氏封眷國夫人；宋高宗南渡後再追封潞國公。有二子雍、熙。

## 延伸阅读
[在维基数据编辑]
 《宋史/卷353》，出自脱脱《宋史》